# Hans-Henning Zencke
Hans-Henning Zencke (* 4. Juli 1925 in Berlin; † 24. Februar 1988 in Bonn) war ein deutscher Journalist und vor allem als Wirtschaftsjournalist tätig. Er publizierte auch unter dem Pseudonym Ernst Georg.

## Leben
Hans-Henning Zencke, Sohn von Irmgard Zencke, geborene Huth, und des Rechtsanwalts Kurt Zencke besuchte eine Höhere Schule. Nach dem Abitur leistete er Kriegsdienst, er geriet in sowjetische Kriegsgefangenschaft. Nach dem Zweiten Weltkrieg studierte er Germanistik und Zeitungswissenschaft an der Ludwig-Maximilians-Universität München und besuchte von 1946 bis 1947 die Journalistischen Vorbildungskurse bei Otto Groth in München, einer Vorversion der späteren Deutschen Journalistenschule.
Er absolvierte ein Volontariat im Redaktionsbüro von Wilhelm Karl Gerst und wurde 1949 Redakteur für den Deutschen Pressedienst (dpd) und die Deutsche Presseagentur (dpa) in Frankfurt am Main. Von 1953 bis 1957 arbeitete er für die dpa in Bonn. Ab 1954 wirkte er als freier Journalist und Wirtschaftskorrespondent. Er arbeitete für Regionalzeitungen, so die Aachener Volkszeitung, die Allgemeine Zeitung (Mainz), die Berliner Morgenpost, die Kieler Nachrichten, die Rheinische Post, die Ruhr Nachrichten in Dortmund, die Schwäbische Zeitung in Leutkirch im Allgäu, den Weser-Kurier in Bremen, das Hamburger Abendblatt, die Kölnische Rundschau und die Bonner Rundschau, den Mannheimer Morgen, die Offenbach-Post, die Westfälischen Nachrichten in Münster und den Münchner Merkur und war Mitglied der Bundespressekonferenz. Er publizierte auch unter dem Pseudonym Ernst Georg. und war Mitarbeiter beim Deutschlandfunk in Köln, SDR in Stuttgart und RIAS Berlin.
Er galt als Anhänger der Wirtschaftspolitik Ludwig Erhards, war Mitglied des Freundeskreises Ludwig-Erhard-Stiftung und Mentor des Neuhauser Kreises.
Hans-Henning Zencke war evangelisch, verheiratet ab 1949 mit Margot Zencke, Vater von drei Kindern (Angelika, Peter und Martin) und lebte zuletzt in Bonn. Sein ältester Sohn ist der 1950 in Frankfurt am Main geborene Mathematiker Peter Zencke.

## Auszeichnungen
- 1977: Bundesverdienstkreuz am Bande
- 1977/1978: Ludwig-Erhard-Preis für Wirtschaftspublizistik[6]
- 1983: Bundesverdienstkreuz 1. Klasse[1]

## Schriften (Auswahl)
- Gnadengesuch für Bonn. Notizen über eine mühsame Politik. Econ-Verlag, Düsseldorf u. a. 1984, ISBN 3-430-19934-4.
- Luise Erhard. Kein Hausmütterchen. In: Werner Höfer (Hrsg.): Glück gehabt mit Präsidenten, Kanzlern und den Frauen. Eine Bonner Galerie. Belser Verlag, Stuttgart/Zürich 1976, ISBN 3-7630-1174-9, S. 67–71.
- Deutsche Währungspolitik nach der DM-Aufwertung. 1970.